# پترونیوس ماکسیموس
پترونیوس ماکسیموس با نام کامل فلاویوس پترونیوس ماکسیموس (به لاتین: Flavius Petronius Maximus) یا فلاویوس آنسیوس پترونیوس ماکسیموس (به لاتین: Flavius Ancius Petronius Maximus) (زادهٔ در حدود ۳۹۶ - درگذشتهٔ ۳۱ مه ۴۵۵) به مدت دو ماه امپراتور روم غربی بود، با این وجود امپراتوری روم شرقی او را به رسمیت نشناخت.

## زندگینامه

### سال‌های آغازین
پترونیوس ماکسیموس در حدود ۳۶۹ زاده شد و علی‌رغم نامعلوم بودن اصل و نسبش موفق شد تا در پیشه‌های قابل توجهی مشغول به کار شود. او کارش را با مقام تریبونی در دولت آغاز کرد و از ۴۱۶ تا ۴۱۹ وزیر دارایی بود. در ۴۲۰ بخشدار رم شد و دو بار به مقام کنسولی رسید. وجود چنین سابقهٔ کاری‌ای سبب شد تا پترونیوس ماکسیموس که تا آن زمان دارای ثروت فراوانی شده بود در ۴۵۵ به مقام اشراف‌زادگی ارتقا یابد.

### قتل والنتینیان سوم
پترونیوس ماکسیموس برای رسیدن به جایگاه‌های بالاتر با آئتیوس، از اشراف‌زادگان و فرماندهان قدرتمند روم غربی در رقابت بود و بنابر نوشته‌های ژان انتاکیه‌ای، در ۴۵۴ با همدستی هراکلیوس، پیشکار بانفوذ و خواجهٔ امپراتور والنتینیان سوم در دسیسه‌ای شرکت جست که به قتل آئتیوس توسط والنتینیان انجامید. او سپس از والنتینیان خواست تا او را به مقام آئتیوس منصوب نماید اما امپراتور نپذیرفت. پس پترونیوس ماکسیموس نقشهٔ قتل والنتینیان سوم را چید. بنا بر نوشته‌های ژان انتاکیه‌ای، او که از رد درخواستش توسط امپراتور به‌شدت خشمگین بود، اوپتیلا و تراستیلا، سکاهای شجاعی که همراه با آتئیوس جنگیده بودند را برای گرفتن انتقام از والنتینیان ترغیب کرد و آن دو چند روز بعد، امپراتور را در ۱۶ مارس ۴۵۵ به قتل رساندند.

### رسیدن به امپراتوری
والنتینیان سوم جانشین مشخصی نداشت و چند نفر از جمله پترونیوس ماکسیموس نامزد این جانشینی شدند. دیگر رقیبان او در این میان یکی ماکسیمیانوس، پسر تاجری مصری و از محافظان آئتیوس بود و دیگری ماژوریان، فرمانده‌ای ارتشی که هم اودوکسیا، بیوهٔ والنتینیان سوم و هم مارسیانوس، امپراتور روم شرقی به انتخاب او علاقه‌مند بودند. اما پترونیوس که از حمایت سنا برخوردار بود با دادن رشوه ادارهٔ کاخ را در دست گرفت و با تهدید اودوکسیا به مرگ او را همسر خود ساخت. بدین ترتیب پترونیوس ماکسیموس تنها یک روز پس از قتل والنتینیان سوم در ۱۷ مارس ۴۵۵ به امپراتوری روم غربی رسید.
اودوکسیا که می‌دید پترونیوس به‌جای مجازات قاتلان والنتینیان سوم با آنان مهربانی می‌کند از روی ناچاری از گایسریک، پادشاه وندالها درخواست کمک کرد. اودوکسیا پیشتر هم با گایسریک در ارتباط بود زیرا قرار بود که دخترش اودوچیا با پسر او ازدواج کند که این قرار توسط پترونیوس به‌هم زده شد.

### مرگ
در مه ۴۵۵ خبر حرکت ناوگان گایسریک به سوی ایتالیا به رم رسید. با پخش این خبر شهر غرق در وحشت شد و بسیاری از مردم از آنجا گریختند. حتی امپراتور پترونیوس نیز به‌جای انجام اقدام‌های لازم برای دفاع از شهر سرگرم آماده‌سازی برای فرار خود شد و حتی اعضای سنا را به همراهی با خود ترغیب نمود. اما وحشت ناشی از حملهٔ وندال‌ها به حدی بود که حتی محافظین و همراهان پترونیوس نیز او را رها کردند. پترونیوس در ۳۱ مه ۴۵۵ خواست از شهر فرار کند اما گروهی از مردم خشمگین بر سر او ریختند و آنقدر بر او سنگ زدند تا مرد. سپس جسدش را مثله کرده و به درون رود تیبر پرتابش کردند.
گایسریک در دوم ژوئن ۴۵۵ رم را فتح نمود و به غارت کامل آن پرداخت که این کار دو هفته طول کشید. او سپس آنجا را همراه با غنایم جنگی فراوان و لیچینیا اودوکسیا و دختران او پلاچیدیا و اودوچیا ترک نمود. اودوچیا در ۴۵۶ با هونریک، پسر گایسریک ازدواج کرد.